# انیا نیلسن
انیا نیلسن (دانمارکی: Anja Nielsen؛ زادهٔ ۱۲ آوریل ۱۹۷۵) بازیکن هندبال اهل دانمارک بود.
از افتخارات وی میتوان به کسب مدال طلا به‌همراه تیم ملی هندبال زنان دانمارک در بازی‌های المپیک تابستانی ۲۰۰۰ اشاره کرد. 